# Джабаль-Хафит
Джабаль-Хафит (Пустая гора; араб. جبل حفيت‎) — гора, расположенная в основном в окрестностях Эль-Айн, который находится в Эмирате Абу-Даби в ОАЭ. Часть горы опоясана границей с Оманом, а вершина находится полностью в пределах Объединенных Арабских Эмиратов.

## География

### Орография
Джабаль-Хафит имеет длину около 26 км и ширину 4-5 км, простираясь с севера на юг. Её склоны асимметричны и в восточной части гораздо более крутые (25°-40°), чем с западной стороны.
Гора поднимается на 1249 метров; с неё открывается потрясающий вид на город. Джабаль-Хафит была хорошо известной достопримечательностью на протяжении всей истории района и представляет собой современную туристическую достопримечательность аттракцион. Обширная природная система пещер вызвана ветрами у Джабаль-Хафит.
Её часто неправильно называют самой высокой горой ОАЭ (так как она наиболее известна). На самом деле это звание принадлежит горе Джебел Джейс (Jabal Jais) в Рас-эль-Хайма высотой 1925 м, которая является самым высоким пиком в ОАЭ.В настоящее время до вершины Джабаль-Хафит проложена автодорога.

### Геология
Гора состоит из множества искажений отдельных слоёв горных пород, богатых окаменелостями планктона, а у подножия горы можно найти различные морские окаменелости (например, кораллы или крабы).
Джабаль-Хафит пересекает система пещер, некоторые из которых были исследованы на глубину не более 150 метров. В пещерах есть хорошо сохранившиеся сталагмиты и сталактиты. Доступ к пещерам отчасти естественным, в то время как в других частях города Эль-Айн вход заблокирован.
У подножия Джабаль-Хафит лежит «Green Mubazarrah», которая является главной туристической достопримечательностью: несколько горячих источников впадают в небольшие ручьи и образуют озеро, в то время как бассейны и горячие ванны разбросаны по всей области.

## Флора и фауна
На горе вы можете увидеть цветение жёлтого Acridocarpus orientalis.
Пещеры Джабаль-Хафит являются естественной средой обитания для многих животных, в том числе летучих мышей, лисиц, змей и грызунов, похожими на даманов. Ящерица Acanthodactylus opheodurus, которая до 1982 года считался вымершей в ОАЭ, наблюдается в этой области. Среди птиц, есть самое большое биоразнообразие во всей страны: исследователи насчитали 119 видов птиц. И, наконец, они были каталогизированы около 200 различных насекомых и 23 видов бабочек.

## Археология
У подножия горы было обнаружено более 500 гробниц, датированных интервалом между 3200 и 2700 до нашей эры. В то время как гробниц на северной стороне были частично разрушены в результате строительных работ, южные гробниц сохранились и находятся под контролем. Часть гробниц содержат скелеты, некоторые из которых до сих пор украшены бронзовыми предметами и жемчугом. Другие объекты, найденные в гробницах включают керамику Месопотамии, свидетельствуя о древних торговых отношений, которые существовали в то время.
Из-за своей исключительной археологической и исторической ценности, в 1993 году, «Desert Park and the tombs» (который включает в себя Джабаль-Хафит) был внесен в список объектов Всемирного наследия ЮНЕСКО как «культурные объекты Эль-Айн: Хафит, Хили, Бидаа-Бинт-эль-Азиз и оазисы этого района».

## Туризм

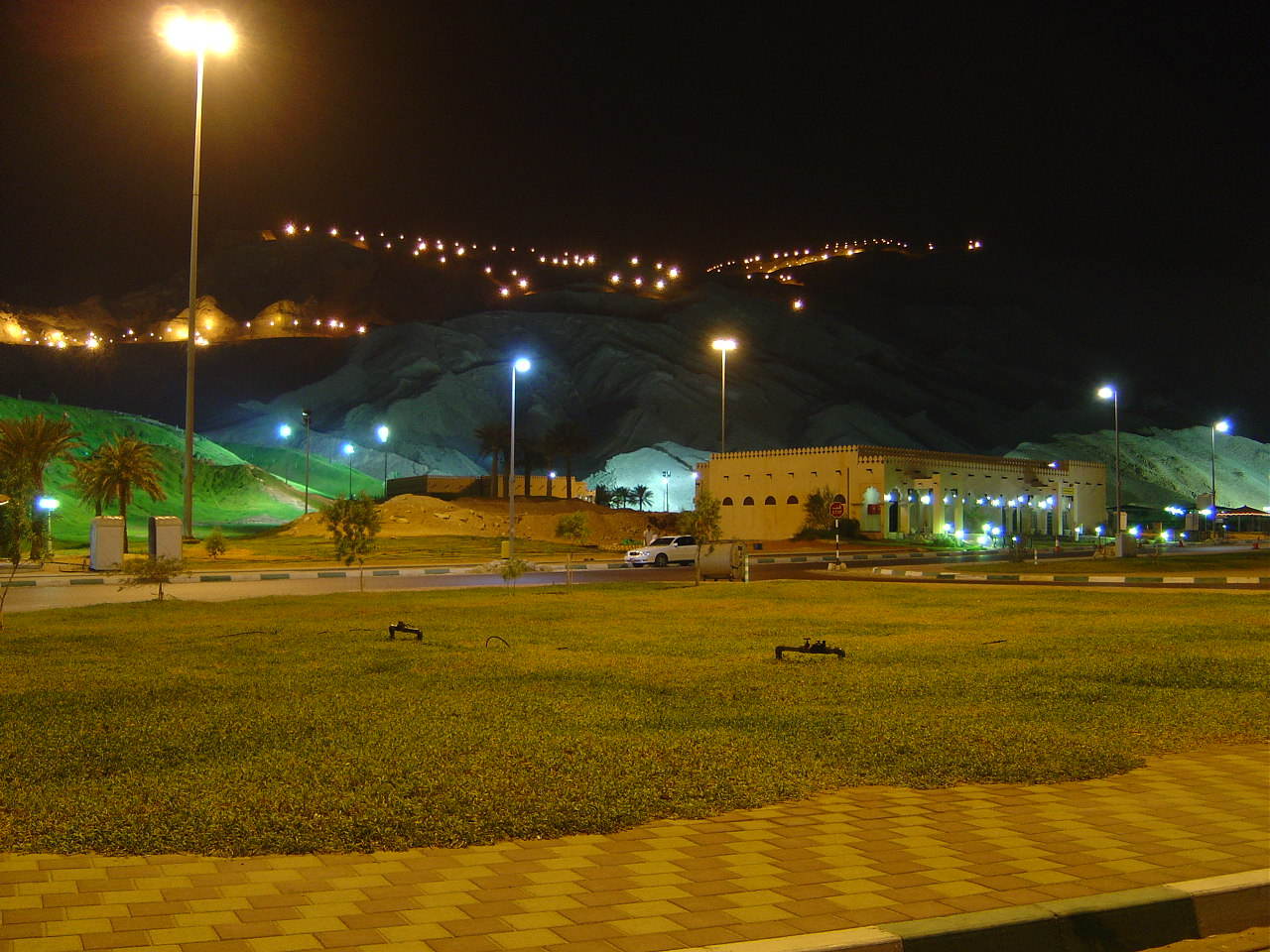
Джабаль-Хафит ночью

Известный туристический центр области, на верху которого открывается превосходный вид на весь район, была построена гостиница Mercure-Hotel и радиолокационная станция.
У подножия Джабаль-Хафит лежит «Green Mubazarrah», которая является главной туристической достопримечательностью.
Обитает множество диких животных.

## Горная дорога

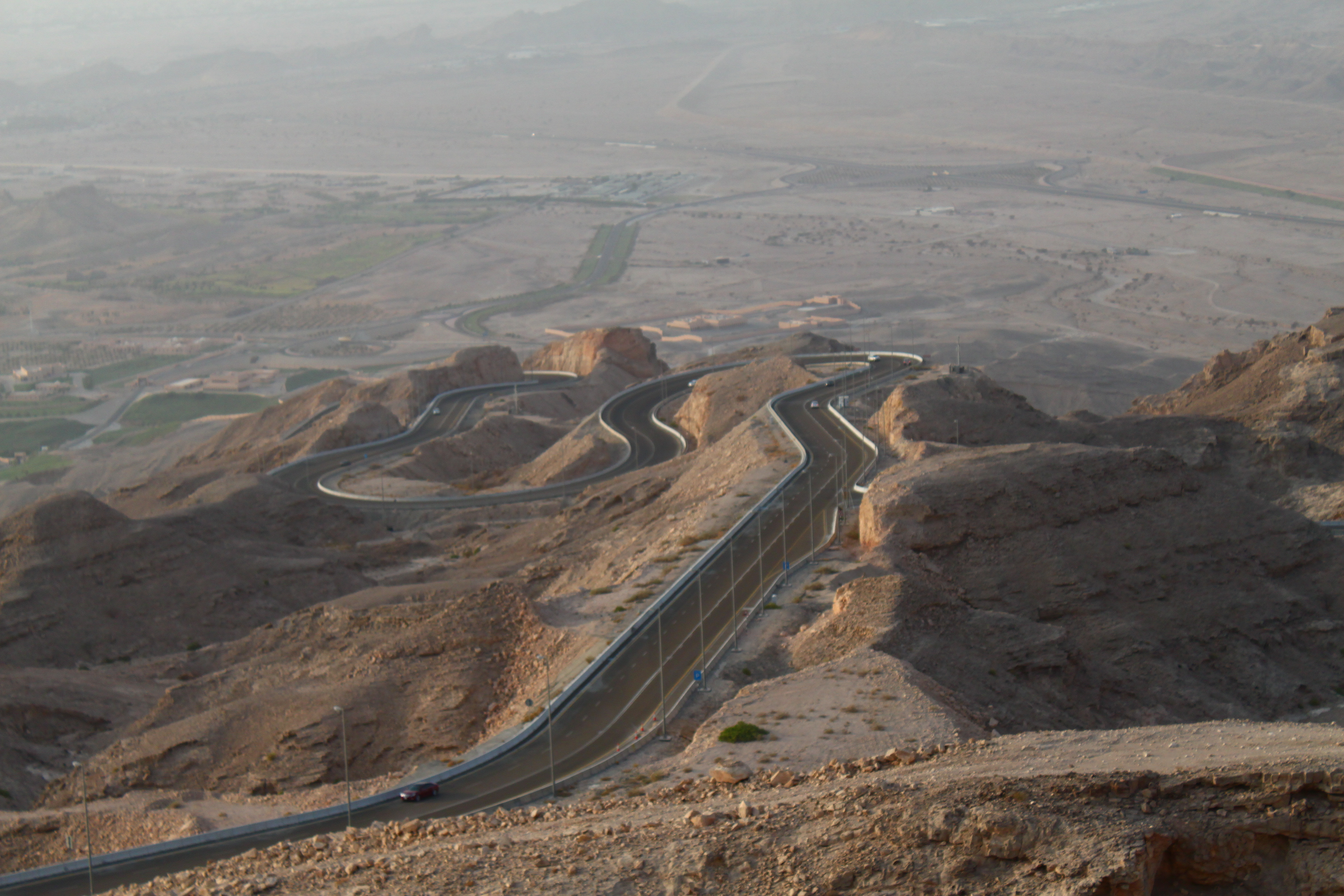
Дорога из Эль-Айна к Джабаль-Хафит

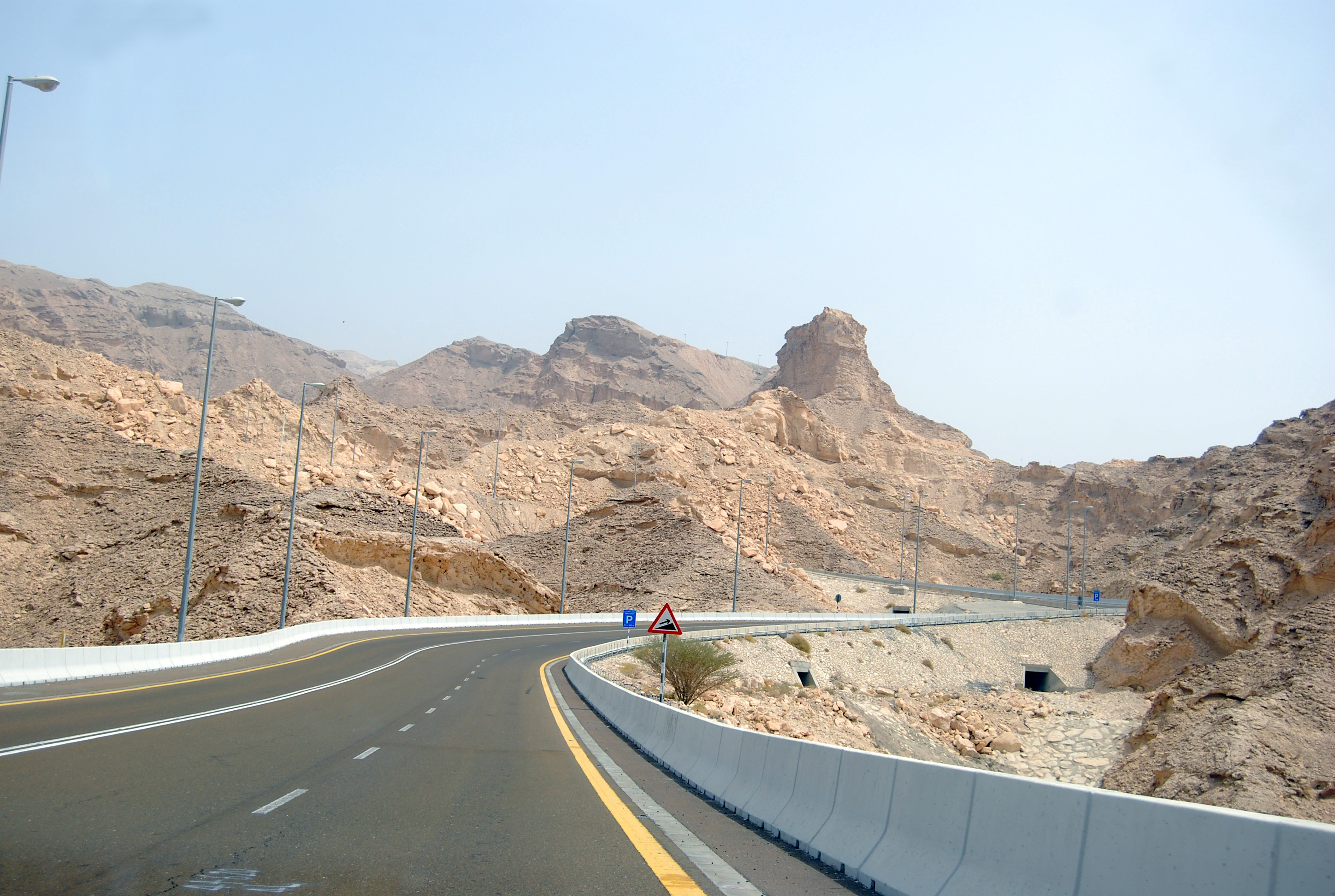
Подъём на Джабаль-Хафит

Горная дорога Ḥafeeṫ Mountain Road на вершину Джабаль-Хафит построена в 1980 году кёльнской «Strabag International» (Германия) . Она имеет протяжённость 11,7 км и перепад высот 1219 м со средним градиент 8 % и 21 поворотом, а также три полосы для движения (две вверх и одну вниз). Является популярным маршрутом для автомобилистов и велосипедистов со всего мира. Была признана безупречный дорогой для величайшего вождения в мире по версии «Edmunds.com». На вершине горы дорога заканчивается стоянкой с гостиницей и дворцом, принадлежащим руководству страны.

### Спорт
Ḥafeeṫ Mountain Road является «вызовом» для велосипедистов, которые часто проводят на ней тренировки.
В январе проходит ежегодное соревнование по велоспорту по подъёму на гору «The Jaball Hafeet Mercure Challenge», в котором принимают участие местные и иностранные велогонщики.
С 2015 по 2018 на ней происходил финиш одного из этапов Тур Абу Даби, а с 2019 — Тура ОАЭ, велогонок Мирового тура UCI, организованных RCS Sport.